# Кордова-и-Рохас, Хосе де
Хосе де Кордова-и-Рохас (исп. José de Córdoba y Rojas; 6 апреля 1774, Сан-Фернандо — 15 декабря 1810, Потоси) — испанский военный-роялист и моряк, расстрелянный за сопротивление Майской революции в Вице-королевстве Рио-де-ла-Плата.

## Происхождение
Родился 6 апреля 1774 года в Сан-Фернандо. Он происходил из старинной дворянской семьи, традиционно служившей военно-морскому флоту. Его отец, Хосе де Кордова-и-Рамос (1732—1815), командовал испанским флотом, потерпевшим поражение от англичан в 1797 году в битве у мыса Сент-Винсент, за что впоследствии был разжалован. Он был внуком по материнской линии Хосе Педро де Рохас-и-Реканьо-де-ла-Торре (1702—1794), 1-го графа Каса-Рохаса, генерал-лейтенанта военно-морского флота, и племянника Николаса де Рохас де Рохас-и-Эспиноса-Бланкето (1746—1812), капитана корабля, бессменного советника города Кадис и 2-го графа Каса-Рохас.
Хосе де Кордова-и-Рохас учился в военно-морской академии в Кадисе и в 16 лет стал мичманом фрегата. Он участвовал в морских экспедициях к побережью Италии против французских войск, а позднее против британского флота. Он участвовал во взятии Тулона, обороне Кадиса и, наконец, присоединился к испанскому флоту, ставшему частью французского флота.

## Прибытие в Вице-королевство Рио-де-ла-Плата
В 1801 году Хосе де Кордова-и-Рохас прибыл в вице-королевство Рио-де-ла-Плата в звании капитана фрегата и был назначен на военно-морскую базу в Монтевидео. Во время английских вторжений он участвовал в отвоевании Буэнос-Айреса, а в 1807 году — в обороне против второй попытки. За свое поведение в этом последнем бою он был повышен в звании.
В 1809 году он вступил в армию в звании генерал-майора под командованием бригадного генерала Висенте Ньето. Он прибыл в Буэнос-Айрес вместе с Бальтасаром Идальго де Сиснеросом, новым вице-королем, сменившим Сантьяго де Линьерса и позднее смещенным Советом Буэнос-Айреса. В Буэнос-Айресе его заклеймили как плохого чиновника и офицера, коррумпированного и нечестного.

## Репрессии против Чукисакской революции
В начале июня 1809 года, получив известие о революции в Чукисаке, вице-король Бальтасар Идальго де Сиснерос послал бригадного генерала Висенте Ньето для её подавления. Он немедленно выступил в поход с крупными военными силами под командованием Кордовы и включил другие силы в состав Сальте. По приказу Кордовы эти силы подавили революцию, которая уже распространилась на Кочабамбу и Ла-Пас. В этом последнем городе восстание было подавлено генералом Хосе Мануэлем де Гойенече, посланным вице-королем Перу Хосе Фернандо де Абаскалем, который, к тому же, не имел на это никаких полномочий. Вице-король был встревожен революцией, которая, казалось, неудержимо распространялась не только в Верхнем Перу, но и в Кито и других регионах, и грозила распространиться на Рио-де-ла-Плата, Новую Испанию, Новую Гранаду, Коста-Фирме и Чили.
Висенте Ньето подчинился приказу вице-короля Перу, который утвердил его в правительстве в качестве губернатора Чаркаса со всеми полномочиями, включая председательство в Королевской аудиенсии. Он организовал оборону Чаркаса, назначив Кордову вторым командующим «Армии умиротворения Чаркаса» в звании полковника.
Репрессии Висенте Ньето и Хосе де Кордовы характеризовались назначением большого количества тюремных сроков, хотя и не привели к казням. Однако одновременная кампания Гойенече против Ла-Паса была потоплена в крови: он напал на город, в результате чего погибли сотни людей и были вынесены десятки смертных приговоров. Эта новость в искаженном виде достигла Буэнос-Айреса, где стало известно, что Ньето и Кордова отправились на подавление революции, и что было вынесено много смертных приговоров.

## Майская революцияи дальнейшие события
С созданием 25 мая 1810 года Временного управляющего совета провинций Рио-де-ла-Плата в Буэнос-Айресе началось движение хунты, которое немедленно отправило вспомогательную армию Перу для подавления роялистской контрреволюции в провинции Кордова, завершившейся казнью Сантьяго де Линьерса, продолжившую наступление для оказания помощи провинциям Верхнего Перу.
Хосе де Кордова стратегически отступил из Туписы и укрепился в Сантьяго-де-Котагаита, чтобы остановить продвижение авангарда Вспомогательной армии Перу под командованием Антонио Гонсалеса Балькарсе. Он атаковал позицию, имея всего две пушки, и после нескольких часов перестрелки решил отступить. Это действие, технически «ложная атака», известно как битва при Котагаите, которая привела к большому расходу боеприпасов и небольшим потерям с обеих сторон.
7 ноября Балькарсе атаковал войска Кордовы в битве при Суйпаче. Поскольку Кордова не решился напасть на него, он имитировал отступление и устроил засаду на своих врагов, полностью разгромив их. Это была первая победа армий провинций Рио-де-ла-Плата над армиями испанских роялистов.
Хосе де Кордова бежал на север, но через несколько дней был схвачен. Проконсультировавшись с Балькарсе и Хуаном Хосе Кастелли, представителем Первого совета, относительно ситуации в Верхнем Перу, он признал, что вся территория открыта для революционного наступления. Однако в Оруро находились значительные военные силы под командованием Хуана Рамиреса Ороско. Это продемонстрировало его неспособность противостоять революции, когда 14 ноября он потерпел поражение в битве при Ароме и был вынужден отступить в Перу.
Армия под предводительством Балькарсе и Кастелле уже несла с собой смертный приговор, подписанный Первой хунтой. В его состав входили Висенте Ньето, губернатор Потоси Франсиско де Паула Санс и генерал Хосе Мануэль де Гойенече, но Кастельи распространил его на Кордову. Кордову доставили в Потоси и, повторив судьбу Сантьяго де Линьерса, казнили 15 декабря вместе с Висенте Ньето и Франсиско де Паулой Сансом.
Гойенече не удалось захватить, и позже он разгромил революционеров в битве при Уаки. Это поражение означало впадение Кастелле в немилость, и он умер в Буэнос-Айресе в 1812 году во время суда за свое поражение.

## Семья
Хосе де Кордова-и-Рохас был женат на донье Марии де ла Пас Родригес де Валькарсель-и-О’Конрри (1776—1857) и имел как минимум двух сыновей:
- Луис Фернандес де Кордова (1798—1840), генерал-лейтенант в армии Марии Кристины де Бурбон, генерал-капитан Наварры, посол во Франции, Дании, Германии и Португалии. Командуя войсками Изабелины, он одержал победу в битве при Мендигоррии (1835). За эту победу его мать, донья Мария де ла Пас Родригес де Валькарсель-и-О’Конрри, вдова Хосе де Кордова, получила в 1840 году титул маркиза Мендигорриа.
- Фернандо Фернандес де Кордова, 2-й маркиз Мендигорриа (1809—1883), генерал-лейтенант, занимал пост военного министра Испании и был председателем Совета министров.